# Réserve naturelle nationale du marais Vernier
La réserve naturelle nationale du Marais Vernier (RNN177) est une réserve naturelle nationale située en Normandie dans le parc naturel régional des Boucles de la Seine normande. Classée le 25 février 2013, elle occupe une surface de 148 hectares dans le marais Vernier.

## Localisation

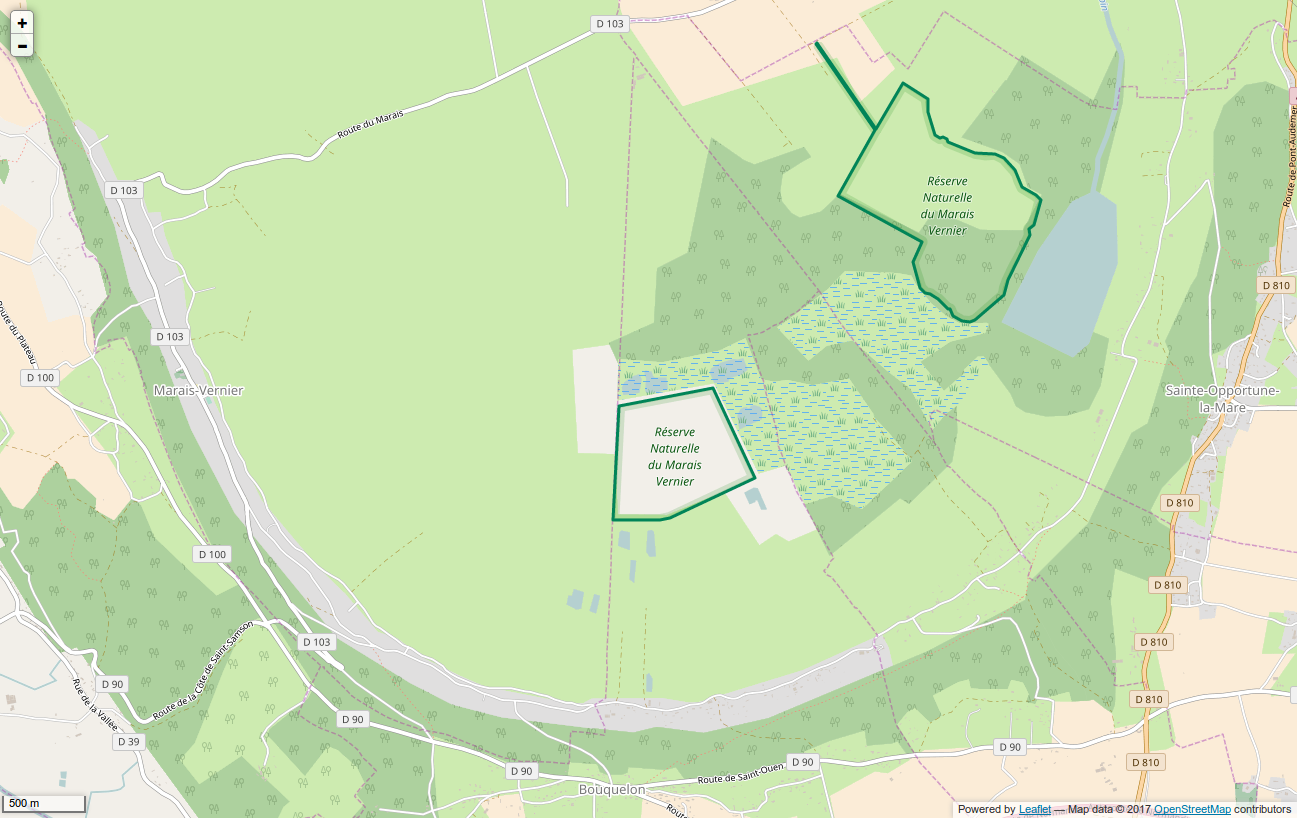
Périmètre de la réserve naturelle.

Le territoire de la réserve naturelle se situe dans le nord ouest du département de l'Eure, sur les communes de Bouquelon et Sainte-Opportune-la-Mare.

## Histoire du site et de la réserve
Le terrain du marais des Mannevilles au sein du Marais-Vernier a été acquis en 1973 par le ministère de l'Aménagement du territoire et de l'Environnement. Elle a été classée en réserve naturelle par décret le 29 septembre 1994. 
En 2002, le parc naturel régional des Boucles de la Seine normande fait l'acquisition de 55 ha du marais de Bouquelon. Les deux propriétés ont été réunies en une réserve naturelle nationale par décret le 25 février 2013.

## Écologie (biodiversité, intérêt écopaysager…)
Le site comporte des lanières de terrain longues de 1 200 m séparées par des drains qui correspondent à d’anciens courtils (jardins en vieux français car la partie haute de ces terrains était autrefois dévolue à la culture maraîchère. Il abrite un patrimoine naturel riche avec plusieurs espèces protégées et de nombreuses menacées (plus de 150 espèces patrimoniales y ont été recensées).

### Flore
Le site est caractérisé par un ensemble de divers chenaux, fossés et mares qui diversifient encore la réserve et font de lui un parc particulièrement riche en plantes aquatiques. On y trouve ainsi l'iris des marais, la petite utriculaire, l’hydrocharis des grenouilles, l’ache inondée et le cresson à petites feuilles (nasturtium microphyllum).

### Faune
Le site abrite des oiseaux nicheurs ou migrateurs au sein des roselières

## Intérêt touristique et pédagogique
Un sentier de découverte est mis à disposition sur l’une des parcelles de la réserve pour en découvrir les richesses biologiques.

## Administration, plan de gestion, règlement
La réserve naturelle est gérée par le Parc naturel régional des Boucles de la Seine normande.
Le site est entretenu majoritairement par un troupeau de Highlands et de chevaux de Camargue.

### Outils et statut juridique
Le classement de la réserve naturelle des Mannevilles date du 29 septembre 1994. La réserve naturelle nationale a été créée par un décret du 25 février 2013 qui abroge le décret de classement de la RN des Mannevilles.